# Wilhelm von Gegerfelt

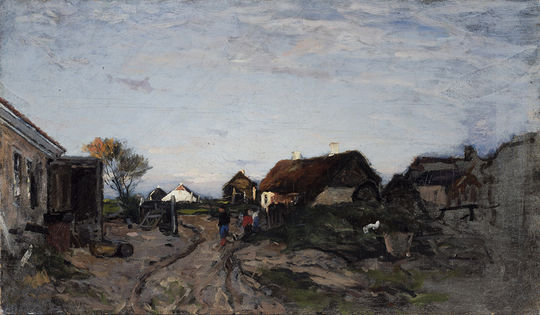
Wilhelm von Gegerfelt : Fra Skagen Østerby (1874), musée de Skagen.

Wilhelm von Gegerfelt, ou Vilhelm von Gegerfelt (né à Göteborg le 9 novembre 1844 et mort le 2 avril 1920 à Västra Karup) est un peintre suédois.

## Biographie
Wilhelm von Gegerfelt est le fils de l’architecte Victor von Gegerfelt. De 1861 à 1863, il étudie à l'Académie royale des beaux-arts du Danemark, et à l'Académie royale des arts de Suède de 1864 à 1867, puis à Düsseldorf. Il part ensuite à Paris où il s'établit en 1872, développe une nouvelle technique rejoignant Alfred Wahlberg (en) comme un des premiers Suédois à représenter le Det Moderne Gennembrud (en) dans l'art nordique. S'inspirant du réalisme du travail de plein-air que l'on retrouve dans le travail des peintres peignant dans la forêt de Fontainebleau, sur les côtes Normandes.
Il voyage sur la côte nord de la France, en Italie et en Angleterre, peignant les lagons de Venise et les falaises de craie Anglaises, ainsi que des scènes d'après-midi d'été en Suède.
Il expose au Salon de Paris de 1876 à 1880 et au Salon des Artistes Français de 1881 à 1888, des paysages dans l'esprit de Théodore Rousseau, et a son atelier au no 14 rue Fromentin. Au cours des deux dernières decennies du XIXe siècle le nombre de peintres suédois est très important, leur destination de prédilection étant Grez-sur-Loing ou gravitent une pléiade d'artistes canadiens, américains, irlandais, qui se retrouvent régulièrement en Bretagne.
Gegerfelt expose à Monaco à partir de 1883 et remporte la médaille d'argent lors de l'exposition de 1883 à Vienne. À Paris, il vend ses tableaux au duc de Bassano ainsi qu'à Goupil & Cie.
Il quitte la France en 1888, et rentre à Göteborg, puis s'installe à Vädero
Gagerfelt passe la fin de sa vie dans le village de pêcheur de Torekov dans le Sud de la Suède. Il meurt en 1920.

## Collections publiques
- Göteborg, musée des beaux-arts
- Musée de Skagen[3],[4]
- Stockholm, Nationalmuseum
- Fécamp, Musée des Pêcheries
- Musée des Beaux-Arts de Limoges

## Expositions
- Du 10 octobre 2008 au 11 janvier 2009 : Échappées nordiques, palais des beaux-arts de Lille